# Deutsche Floorballmeisterschaft
Der Floorball-Verband Deutschland organisiert jede Saison diverse Meisterschaften. Die deutschen Floorball-Meisterschaften der Männer und Frauen werden im Ligamodus ausgetragen. Die höchste deutsche Liga sind dabei die Bundesligen. Die Kleinfeld- und Junioren-Meisterschaften werden dagegen in Endrunden ausgespielt. Dabei spielen bis zu acht Mannschaften, die sich über regionale Ausscheidungen qualifiziert haben, den Titel an einem Wochenende an einem Ort aus. Der gastgebende Verein ist dabei vorqualifiziert.

## Großfeld

### Herren
Bis 2020 spielten zehn und seit der Saison 2020/21 spielen zwölf Teams um die Deutsche Meisterschaft der Herren. Nach einer Hauptrunde spielen die besten acht in Play-offs und die letzten vier Mannschaften in Play-Downs. Bei letzterem steigt der Verlierer ab und der vorletzte spielt in einer Relegation gegen den Zweitligavizemeister um den Klassenerhalt. Unter ihr angegliedert ist die 2. Floorball-Bundesliga. Gegründet in der Saison 2004/05 in einer Staffel, wurde die Liga von der Saison 2007/08 bis 2019/20 und wird ab der Saison 2024/25 wieder in zwei Staffeln ausgespielt. Zwischen 2020 und 2024 gab es drei Staffeln (Nord/West, Ost und Süd/West). In der aktuellen Saison 2024 nehmen 23 Teams teil, welche nach geographischen Gesichtspunkten in die Staffeln Nord/West, Ost und Süd/West mit jeweils sieben bis neun Mannschaften eingeteilt sind. Unter der 2. Bundesliga werden in Regionalligen lokale Meisterrunden ausgespielt. Diese dritthöchste Spielklasse in Deutschland wird von den Landesverbänden organisiert. In der Saison 2023/24 gibt es sieben Regionalligen (Nord, Nordwest, West, Ost, Berlin-Brandenburg, Süd Staffel BW und Süd Staffel Bayern). Die Anzahl der Teams variiert dabei von vier bis acht. Darunter gibt es nur vereinzelt Verbandsligen. Diese existieren im Nordwesten, Osten und Westen mit einer Staffelgröße von vier bis zu acht Teams.

#### Saison 2023/24
| Stufe | Liga                              | Liga                              | Liga                                   | Liga                                   | Liga                              | Liga                              | Liga                             | Liga                             | Liga                             | Liga                             | Liga                        | Liga                        | Liga                                      | Liga                                      |
| 1     | Bundesliga 12 Vereine             | Bundesliga 12 Vereine             | Bundesliga 12 Vereine                  | Bundesliga 12 Vereine                  | Bundesliga 12 Vereine             | Bundesliga 12 Vereine             | Bundesliga 12 Vereine            | Bundesliga 12 Vereine            | Bundesliga 12 Vereine            | Bundesliga 12 Vereine            | Bundesliga 12 Vereine       | Bundesliga 12 Vereine       | Bundesliga 12 Vereine                     | Bundesliga 12 Vereine                     |
| 1     | ↑↓ 1–2 Vereine                    |                                   |                                        |                                        |                                   |                                   |                                  |                                  |                                  |                                  |                             |                             |                                           |                                           |
| 2     | 2. Bundesliga Nord/West 9 Vereine | 2. Bundesliga Nord/West 9 Vereine | 2. Bundesliga Nord/West 9 Vereine      | 2. Bundesliga Nord/West 9 Vereine      | 2. Bundesliga Nord/West 9 Vereine | 2. Bundesliga Nord/West 9 Vereine | 2. Bundesliga Süd/West 7 Vereine | 2. Bundesliga Süd/West 7 Vereine | 2. Bundesliga Süd/West 7 Vereine | 2. Bundesliga Süd/West 7 Vereine | 2. Bundesliga Ost 7 Vereine | 2. Bundesliga Ost 7 Vereine | 2. Bundesliga Ost 7 Vereine               | 2. Bundesliga Ost 7 Vereine               |
| 2     | ↑↓ bis zu 3 Vereine               | ↑↓ bis zu 3 Vereine               | ↑↓ bis zu 3 Vereine                    | ↑↓ bis zu 3 Vereine                    | ↑↓ bis zu 3 Vereine               | ↑↓ bis zu 3 Vereine               | ↑↓ bis zu 2 Vereine              | ↑↓ bis zu 2 Vereine              | ↑↓ bis zu 2 Vereine              | ↑↓ bis zu 2 Vereine              | ↑↓ bis zu 2 Vereine         | ↑↓ bis zu 2 Vereine         | ↑↓ bis zu 2 Vereine                       | ↑↓ bis zu 2 Vereine                       |
| 3     | Regionalliga Nord 10 Vereine      | Regionalliga Nord 10 Vereine      | Jamasi Regionalliga Nordwest 8 Vereine | Jamasi Regionalliga Nordwest 8 Vereine | Regionalliga West 8 Vereine       | Regionalliga West 8 Vereine       | Regionalliga West 8 Vereine      | Regionalliga West 8 Vereine      | Regionalliga Süd 12 Vereine      | Regionalliga Süd 12 Vereine      | Regionalliga Ost 7 Vereine  | Regionalliga Ost 7 Vereine  | Regionalliga Berlin-Brandenburg 9 Vereine | Regionalliga Berlin-Brandenburg 9 Vereine |
| 3     |                                   |                                   |                                        |                                        | ↑↓ nicht geregelt                 | ↑↓ nicht geregelt                 | ↑↓ nicht geregelt                | ↑↓ nicht geregelt                |                                  |                                  | ↑↓ 1–2 Vereine              | ↑↓ 1–2 Vereine              |                                           |                                           |
| 4     |                                   |                                   |                                        |                                        | Verbandsliga West 4 Vereine       | Verbandsliga West 4 Vereine       | Verbandsliga West 4 Vereine      | Verbandsliga West 4 Vereine      |                                  |                                  | Verbandsliga Ost 8 Vereine  | Verbandsliga Ost 8 Vereine  |                                           |                                           |

#### Saison 2024/25
| Stufe | Liga                             | Liga                                 | Liga                             | Liga                                      | Liga                                                 | Liga                                                      | Liga                           | Liga                                    |
| 1     | Bundesliga 12 Teams              | Bundesliga 12 Teams                  | Bundesliga 12 Teams              | Bundesliga 12 Teams                       | Bundesliga 12 Teams                                  | Bundesliga 12 Teams                                       | Bundesliga 12 Teams            | Bundesliga 12 Teams                     |
| 1     | ↑↓ 1–2 Teams                     |                                      |                                  |                                           |                                                      |                                                           |                                |                                         |
| 2     | 2. Bundesliga Nord/West 10 Teams | 2. Bundesliga Nord/West 10 Teams     | 2. Bundesliga Nord/West 10 Teams | 2. Bundesliga Nord/West 10 Teams          | 2. Bundesliga Süd/Ost 10 Teams                       | 2. Bundesliga Süd/Ost 10 Teams                            | 2. Bundesliga Süd/Ost 10 Teams | 2. Bundesliga Süd/Ost 10 Teams          |
| 2     | ↑↓ bis zu 2 Teams                | ↑↓ bis zu 2 Teams                    | ↑↓ bis zu 2 Teams                | ↑↓ bis zu 2 Teams                         | ↑↓ bis zu 2 Teams                                    | ↑↓ bis zu 2 Teams                                         | ↑↓ bis zu 2 Teams              | ↑↓ bis zu 2 Teams                       |
| 3     | Regionalliga Nord 10 Teams       | Jamasi Regionalliga Nordwest 6 Teams | Regionalliga West 8 Teams        | eFloorball.de-Regionalliga Hessen 7 Teams | Regionalliga Süd - Staffel Baden-Württemberg 6 Teams | floorballshop.com Regionalliga Süd Staffel Bayern 7 Teams | Regionalliga Ost 8 Teams       | Regionalliga Berlin-Brandenburg 5 Teams |
| 3     |                                  | ↑↓ n.n.b                             |                                  |                                           |                                                      |                                                           | ↑↓ 1–2 Teams                   | ↑↓ n.n.b                                |
| 4     |                                  | Verbandsliga Nordwest 3 Teams        |                                  |                                           |                                                      |                                                           | Verbandsliga Ost 7 Teams       | Verbandsliga Berlin-Brandenburg 3 Teams |

#### Meisterliste
| 2025 | UHC Sparkasse Weißenfels                  | MFBC Leipzig                              |
| 2024 | UHC Sparkasse Weißenfels                  | ETV Piranhhas Hamburg                     |
| 2023 | UHC Sparkasse Weißenfels                  | MFBC Leipzig                              |
| 2022 | DJK Holzbüttgen                           | UHC Sparkasse Weißenfels                  |
| 2021 | Aufgrund der Corona-Pandemie ohne Meister | Aufgrund der Corona-Pandemie ohne Meister |
| 2020 | Aufgrund der Corona-Pandemie ohne Meister | Aufgrund der Corona-Pandemie ohne Meister |
| 2019 | MFBC Leipzig                              | TV Lilienthal                             |
| 2018 | UHC Sparkasse Weißenfels                  | TV Lilienthal                             |
| 2017 | UHC Sparkasse Weissenfels                 | TV Lilienthal                             |
| 2016 | UHC Sparkasse Weissenfels                 | TV Lilienthal                             |
| 2015 | UHC Sparkasse Weissenfels                 | Red Devils Wernigerode                    |
| 2014 | UHC Sparkasse Weissenfels                 | MFBC Löwen Leipzig                        |
| 2013 | MFBC Löwen Leipzig                        | UHC Sparkasse Weissenfels                 |
| 2012 | UHC Sparkasse Weissenfels                 | Red Devils Wernigerode                    |
| 2011 | Red Devils Wernigerode                    | MFBC Löwen Leipzig                        |
| 2010 | UHC Sparkasse Weissenfels                 | MFBC Löwen Leipzig                        |
| 2009 | UHC Sparkasse Weissenfels                 | SSC Löwen Leipzig                         |
| 2008 | UHC Sparkasse Weissenfels                 | SC DHfK Leipzig                           |
| 2007 | UHC Sparkasse Weissenfels                 | Floor Fighters Chemnitz                   |
| 2006 | UHC Sparkasse Weissenfels                 | SSC Löwen Leipzig                         |
| 2005 | UHC Sparkasse Weissenfels                 | SSC Löwen Leipzig                         |
| 2004 | UHC Sparkasse Weissenfels                 | SSC Löwen Leipzig                         |
| 2003 | UHC Sparkasse Weissenfels                 | SSC Löwen Leipzig                         |
| 2002 | SSC Löwen Leipzig                         | UHC Sparkasse Weissenfels                 |
| 2001 | SSC Löwen Leipzig                         | UHC Sparkasse Weissenfels                 |
| 2000 | SSC Löwen Leipzig                         | UHC Sparkasse Weissenfels                 |
| 1999 | USV Cyclone Halle                         | SSC Löwen Leipzig                         |
| 1998 | SSC Löwen Leipzig                         | BA Tempelhof Berlin                       |
| 1997 | UHV Konstanz                              | SSC Löwen Leipzig                         |
| 1996 | 1. FBC Berlin                             | Bremer Unihockey Bund                     |
| 1995 | UHV Konstanz                              | 1. UC Düsseldorf                          |

### Damen
Bei den Damen gibt es seit Saison 2017/18 wieder eine Bundesliga im Ligamodus. Diese ist auf acht Teams ausgelegt. Nachdem es zur Saison 2023/24 wieder eine 2. Floorball-Bundesliga mit drei Teilnehmern gab, wurde diese 2024/25 wieder aufgelöst. Als Unterbau dienen nun die Regionalliga Nord mit 5 Teams und Ost mit 4 Teams. Der Floorball-Club München spielt in der österreichischen Bundesliga mit.
| 2025 | MFBC Leipzig                              | ETV Lady Piranhhas Hamburg                |
| 2024 | Dümptener Füchse                          | ETV Lady Piranhhas Hamburg                |
| 2023 | Dümptener Füchse                          | MFBC Leipzig/Grimma                       |
| 2022 | Dümptener Füchse                          | ETV Lady Piranhhas Hamburg                |
| 2021 | Aufgrund der Corona-Pandemie ohne Meister | Aufgrund der Corona-Pandemie ohne Meister |
| 2020 | Aufgrund der Corona-Pandemie ohne Meister | Aufgrund der Corona-Pandemie ohne Meister |
| 2019 | UHC Sparkasse Weißenfels                  | MFBC Wikinger Grimma                      |
| 2018 | MFBC Grimma                               | UHC Sparkasse Weißenfels                  |
| 2017 | UHC Sparkasse Weißenfels                  | MFBC Wikinger Grimma                      |
| 2016 | UHC Sparkasse Weißenfels                  | MFBC Wikinger Grimma                      |
| 2015 | MFBC Wikinger Grimma                      | UHC Sparkasse Weißenfels                  |
| 2014 | UHC Sparkasse Weißenfels                  | MFBC Wikinger Grimma                      |
| 2013 | UHC Sparkasse Weißenfels                  | MFBC Wikinger Grimma                      |
| 2012 | UHC Sparkasse Weißenfels                  | MFBC Wikinger Grimma                      |
| 2011 | SG Weißenfels/Chemnitz                    | MFBC Wikinger Grimma                      |
| 2010 | MFBC Wikinger Grimma                      | SG Weißenfels/Chemnitz                    |
| 2009 | SG Weißenfels/Chemnitz                    | SG Halle/Grimma                           |
| 2008 | SG Halle/Grimma                           | SG Weißenfels/Chemnitz                    |
| 2007 | TSV Halle-Süd                             | SSC Löwen Ladies Leipzig                  |
| 2006 | SSC Löwen Ladies Leipzig                  | TSV Halle-Süd                             |
| 2005 | TSV Halle-Süd                             | SSC Löwen Ladies Leipzig                  |
| 2004 | TSV Halle-Süd                             | SSC Löwen Ladies Leipzig                  |
| 2003 | TSV Halle-Süd                             | SSC Löwen Ladies Leipzig                  |
| 2002 | TSV Halle-Süd                             | SSC Löwen Ladies Leipzig                  |
| 2001 | TSV Halle-Süd                             | SSC Löwen Ladies Leipzig                  |
| 2000 | TSV SAHGA-Team Halle                      | SG Braunschweig-Grasleben                 |
| 1999 | TSV SAHGA-Team Halle                      | SG Braunschweig-Grasleben                 |
| 1998 | 1. Unihoc Club Braunschweig               | Bremer Unihockey Bund                     |
| 1997 | Isarrecken München                        | 1. Unihoc Club Braunschweig               |
| 1996 | 1. Unihoc Club Braunschweig               | Isarrecken München                        |
| 1995 | SG 1. Unihoc Club Braunschweig/Grasleben  | Bremer Unihockey Bund                     |

## Kleinfeld
Auf dem Kleinfeld gibt es jeweils Finalturniere um die deutsche Kleinfeldmeisterschaft der Herren und Damen, bei denen acht Mannschaften innerhalb eines Wochenendes die Meisterschaft ausspielen. Dazu werden die acht Mannschaften zunächst auf zwei Gruppen verteilt. Die besten vier Mannschaften qualifizieren sich für das Halbfinale. Die Sieger des Halbfinales spielen dann die deutsche Kleinfeld-Meisterschaft aus.

### Herren
| Liste der Deutschen Meister im Herren Kleinfeld | Liste der Deutschen Meister im Herren Kleinfeld  | Liste der Deutschen Meister im Herren Kleinfeld  | Liste der Deutschen Meister im Herren Kleinfeld  | Liste der Deutschen Meister im Herren Kleinfeld  |
| Jahr                                            | (Austragungsort)                                 | Gold                                             | Silber                                           | Bronze                                           |
| ----------------------------------------------- | ------------------------------------------------ | ------------------------------------------------ | ------------------------------------------------ | ------------------------------------------------ |
| 2025                                            | Münster                                          | TSC Wellingsbüttel                               | SC DHfK Leipzig                                  | Hannover Mustangs                                |
| 2024                                            | Hannover                                         | Floorball Turtles Berlin                         | Hannover Mustangs                                | SG TSV Bordesholm/Preetzer TSV                   |
| 2023                                            | Dinklage                                         | TSV Tollwut Ebersgöns                            | Hannover Mustangs                                | Floorball Turtles Berlin                         |
| 2022                                            | Hannover                                         | Schakale Schkeuditz                              | Hannover Mustangs                                | TSV Tollwut Ebersgöns                            |
| 2021                                            | Aufgrund der Corona-Pandemie nicht stattgefunden | Aufgrund der Corona-Pandemie nicht stattgefunden | Aufgrund der Corona-Pandemie nicht stattgefunden | Aufgrund der Corona-Pandemie nicht stattgefunden |
| 2020                                            | Aufgrund der Corona-Pandemie nicht stattgefunden | Aufgrund der Corona-Pandemie nicht stattgefunden | Aufgrund der Corona-Pandemie nicht stattgefunden | Aufgrund der Corona-Pandemie nicht stattgefunden |
| 2019                                            | Dinklage                                         | Schakale Schkeuditz                              | TSV Tollwut Ebersgöns                            | SSF Dragons Bonn                                 |
| 2018                                            | ??                                               | FOX Erfurt                                       | MFBC Schkeuditz                                  | TSV Tollwut Ebersgöns                            |
| 2017                                            | Rohrdorf (am Inn)                                | SSF Dragons Bonn                                 | FOX Erfurt                                       | TSV Bordesholm                                   |
| 2016                                            | Erkrath-Hochdahl                                 | TSV Hochdahl                                     | Frankfurt Falcons                                | Floorball Turtles Berlin                         |
| 2015                                            | Steinfurt                                        | TSV Hochdahl                                     | TSV Calw Lions                                   | Lumberjacks Rohrdorf                             |
| 2014                                            | Schwarzenbek                                     | SSF Dragons Bonn                                 | NUT's 04 Nürnberg                                | TV Schriesheim                                   |
| 2013                                            | Holzbüttgen                                      | TV Schriesheim                                   | TV Südkamen                                      | ??                                               |
| 2012                                            | Lilienthal                                       | TV Lilienthal                                    | VfL Red Hocks Kaufering                          | SV Int. Schule Hannover                          |
| 2011                                            | Kamen                                            | TSV Berkersheim                                  | SSC Hochdahl                                     | VfL Red Hocks Kaufering                          |
| 2010                                            | Erkrath-Hochdahl                                 | TSV Berkersheim                                  | SSC Hochdahl                                     | SG Siems/Tetenbüll                               |
| 2009                                            | Erkrath-Hochdahl                                 | SSF Dragons Bonn                                 | SSC Hochdahl                                     | TSV Berkersheim                                  |
| 2008                                            | Achim                                            | SSF Dragons Bonn                                 | TB Uphusen                                       | SKG Frankfurt                                    |
| 2007                                            | Erkrath-Hochdahl                                 | SSF Dragons Bonn                                 | ETV Hamburg                                      | SSC Hochdahl                                     |
| 2006                                            | Ludwigshafen                                     | SSC Hochdahl                                     | SKG Frankfurt                                    | SSF Dragons Bonn                                 |
| 2005                                            | Ilsenburg                                        | SSF Dragons Bonn                                 | USV Halle                                        | ??                                               |
| 2004                                            | ??                                               | SKG Frankfurt                                    | PSV Aachen                                       | ??                                               |
| 2003                                            | ??                                               | ETV Hamburg                                      | UHC Sparkasse Weißenfels                         | ??                                               |
| 2002                                            | ??                                               | 1. UC Oker Joker Braunschweig                    | ETV Hamburg                                      | ??                                               |

### Damen
| Liste der Deutschen Meister im Damen Kleinfeld | Liste der Deutschen Meister im Damen Kleinfeld   | Liste der Deutschen Meister im Damen Kleinfeld   | Liste der Deutschen Meister im Damen Kleinfeld   | Liste der Deutschen Meister im Damen Kleinfeld   |
| Jahr                                           | (Austragungsort)                                 | Gold                                             | Silber                                           | Bronze                                           |
| ---------------------------------------------- | ------------------------------------------------ | ------------------------------------------------ | ------------------------------------------------ | ------------------------------------------------ |
| 2025                                           | Berlin                                           | Floor Fighters Chemnitz                          | FBC München                                      | STV Sedelsberg Hawks                             |
| 2024                                           | Chemnitz                                         | Red Devils Wernigerode                           | STV Sedelsberg Hawks                             | USV Halle Saalebiber                             |
| 2023                                           | Erlensee                                         | Dümptener Füchse                                 | TSG Erlensee                                     | USV Halle Saalebiber                             |
| 2022                                           | ??                                               | Dümptener Füchse                                 | TV Eiche Horn Bremen                             | ??                                               |
| 2021                                           | Aufgrund der Corona-Pandemie nicht stattgefunden | Aufgrund der Corona-Pandemie nicht stattgefunden | Aufgrund der Corona-Pandemie nicht stattgefunden | Aufgrund der Corona-Pandemie nicht stattgefunden |
| 2020                                           | Aufgrund der Corona-Pandemie nicht stattgefunden | Aufgrund der Corona-Pandemie nicht stattgefunden | Aufgrund der Corona-Pandemie nicht stattgefunden | Aufgrund der Corona-Pandemie nicht stattgefunden |
| 2019                                           | ??                                               | Dümptener Füchse                                 | Baltic Storms                                    | ??                                               |
| 2018                                           | Tübingen                                         | SSF Dragons Bonn                                 | Dümptener Füchse                                 | Floor Fighters Chemnitz                          |
| 2017                                           | Bielefeld                                        | Floor Fighters Chemnitz                          | TSV Neuwittenbek                                 | Red Devils Wernigerode                           |
| 2016                                           | Hamburg                                          | Dümptener Füchse                                 | ETV Lady Piranhhas                               | Tübinger Sharks                                  |
| 2015                                           | Hamburg                                          | ETV Piranhhas Hamburg                            | MFBC Wikinger Grimma                             | Dümptener Füchse                                 |
| 2014                                           | Heidenau                                         | SSV Heidenau                                     | ETV Piranhhas                                    | Dessau-Roßlauer HV 06                            |
| 2013                                           | ??                                               | SSV Heidenau                                     | TV Eiche Horn Bremen                             | ??                                               |
| 2012                                           | Heidenau                                         | UHC Sparkasse Weißenfels                         | MFBC Wikinger Grimma                             | SSV Heidenau                                     |
| 2011                                           | Weißenfels                                       | UHC Sparkasse Weißenfels                         | MFBC Wikinger Grimma                             | TV Eiche Horn Bremen                             |
| 2010                                           | Kiel                                             | TV Eiche Horn Bremen                             | ETV Hamburg                                      | ASV Köln                                         |
| 2009                                           | Wyk auf Föhr                                     | VfR Seebergen                                    | Wyker TB                                         | Floorball Butzbach                               |
| 2008                                           | Butzbach                                         | SAHGA Team Halle                                 | SV Floorball Butzbach 04                         | Wyker TB                                         |
| 2007                                           | ??                                               | ??                                               | ??                                               | ??                                               |
| 2006                                           | ??                                               | TSV Halle-Süd                                    | SSC Leipzig                                      | VfR Seebergen                                    |

## Mixed
| 2010 | MFBC Löwen Leipzig            | Bosch Anchors Stuttgart       |
| 2009 | MFBC Löwen Leipzig            | Wyker TB                      |
| 2008 | SSC Leipzig                   | SG Adelsberg Floor Fighters   |
| 2007 | SG Adelsberg Floor Fighters   | 1. UC Oker Joker Braunschweig |
| 2006 | SG Adelsberg Floor Fighters   | SSC Leipzig                   |
| 2005 | TB Uphusen                    | ETV Hamburg                   |
| 2004 | 1. UC Oker Joker Braunschweig | ETV Hamburg                   |
| 2003 | 1. UC Oker Joker Braunschweig |                               |
| 2002 | Brockenhexen TU Clausthal     | TV Eiche Horn                 |
| 2001 | 1. UC Oker Joker Braunschweig | UC Heidelberg                 |
| 2000 | 1. UC Oker Joker Braunschweig | 1. MDC Dormagen               |
| 1999 | BUB Bremen                    | 1. UC Oker Joker Braunschweig |
| 1998 | SV Pädagogik Leipzig          | BUB Bremen                    |
| 1997 | BUB Bremen                    | SG BA Tempelhof Berlin        |
| 1996 | BUB Bremen                    | SV Pädagogik Leipzig          |
| 1995 | BUB Bremen                    | SG BA Tempelhof Berlin        |
| 1994 | Isarrecken München            | 1. UC Oker Joker Braunschweig |
| 1993 | 1. UC Oker Joker Braunschweig | Isarrecken München            |
| 1992 | 1. UC Oker Joker Braunschweig | SG BA Tempelhof Berlin        |